# 維斯布雷峰
61°31′48″N 8°20′07″E / 61.53000°N 8.33528°E

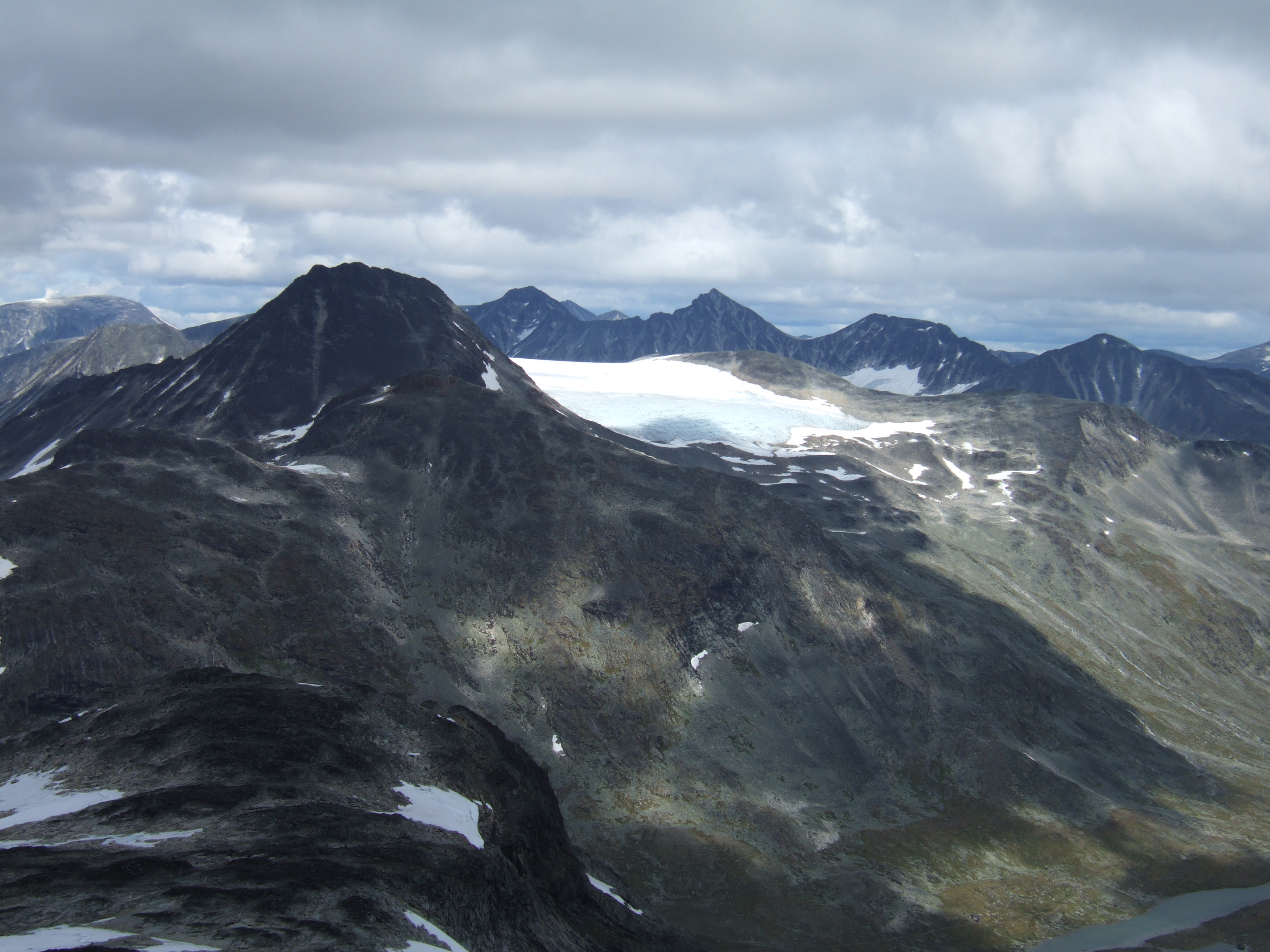

維斯布雷峰是挪威的山峰，位於該國東南部內陸郡，距離首都奧斯陸220公里，屬於尤通黑門山脈的一部分，海拔高度2,234米，受凍原氣候影響。